# Gyöngyössolymos
Gyöngyössolymos község Heves vármegye Gyöngyösi járásában.

## Fekvése
A Kis-hegy déli lábánál elterülő község Gyöngyös központjától 4 km-re északra húzódik meg a Nagy-patak völgyében. [A két település lakott területei közötti távolság kevesebb mint 800 méter.] Jelenlegi közigazgatási határa egészen Galyatetőig nyúlik fel; lényegében az a Nagy-patak vízgyűjtő-területét foglalja magába.
Tájképileg meghatározó eleme a Mátra hegység fő tömegéből előretörő, riolit kőzetanyagú Kis-hegy 383 méteres tömbje, illetve annak délnyugati letörése, a Csák-kő. Vulkáni tevékenység nyomaira utal számos gejzírkúpnak a környéken visszamaradt roncsa is (például Asztagkő, Bába-kő). A környező Mátra-aljai hátságok kedvező alapkőzete fejlett szőlőkultúra kialakulását biztosította. További megélhetést biztosít két, helyben működő kőbánya is (Alsó-Cserkő-bánya, Lila-bánya).

### Megközelítése
Legfontosabb közúti megközelítési útvonala a lakott területén észak-déli irányban végighúzódó 24 136-os út, mely Gyöngyössel és a 24-es főúttal is összekapcsolja. Ennek kapcsán kell megemlíteni az erdőgazdaság keskeny nyomtávú vasútját is (Gyöngyös-Lajosháza-Szalajkaház vasútvonal), mely személyszállító funkcióval rendelkezik. Határszélét délnyugaton érinti még a 2406-os és a 24 137-es út, északkeleten pedig a 2408-as út is.

## Története
Ősi község a Mátra alján, Gyöngyöstől mintegy 4 km-re található. A Kis-hegy napfényes lankái, az északról átölelő hegykoszorú ideális környezetet biztosít az itt élő emberek számára.
A község neve először a 13. században bukkant fel. Az Árpád-korban három kis területű vár állt a mai falu külterületén: Dezsővár, Óvár és Nyesettvár.
1212-ben II. Endre király adománylevelében a Solymosi Szentsír elnevezésű szerzetesrendnek birtokot adományozott.
A község neve többféle névalakban is előfordul a különböző levéltári forrásokban, így találkozhatunk Solomus, Sumus, Solimus névalakokkal. 
A község a nevét a Solymosy családtól kapta. A Solymosy család után az egri püspökség lett a birtokos, majd a török hódoltság évszázada következett.
Az 1600-as évek második felétől malomkő-bánya üzemelt a faluban. 1799-es uradalmi leltár szerint 8 urasági malom, fűrészmalom, kallómalom, szeszfőzde, 100 kataszteri hold majorsági szántóföld, 8000 kat. hold uradalmi erdő is tartozott egyebek mellett a püspökség gazdaságához.

## Közélete

### Polgármesterei
| Polgármester | Polgármester                 | Polgármester |                                        |
| ------------ | ---------------------------- | ------------ | -------------------------------------- |
| 1990–1994    | Lukács László                | független    |                                        |
| 1994–1998    | Lukács László                | független    |                                        |
| 1998–2001    | Lukács László                | független    | hivataláról lemondott                  |
| 2001–2002    | Lukács László                | független    | Időközi választás: 2001. augusztus 26. |
| 2002–2006    | Lukács László                | független    |                                        |
| 2006–2010    | Szolcsák Gyula Zsolt         | független    |                                        |
| 2010–2014    | Szolcsák Gyula Zsolt         | független    |                                        |
| 2014–2019    | Nyilasné Nádudvari Zsuzsanna | független    |                                        |
| 2019–2024    | Asztalos Miklós              | független    |                                        |
| 2024–        | Szolcsák Gyula Zsolt         | független    |                                        |

## Népesség
A település népességének változása:
| Lakosok száma | 2888 | 2823 | 2833 | 2770 | 2816 | 2816 | 2757 |
|               | 2013 | 2014 | 2015 | 2021 | 2022 | 2023 | 2024 |

2001-ben a település lakosságának közel 100%-a magyar nemzetiségűnek vallotta magát.
A 2011-es népszámlálás során a lakosok 90,9%-a magyarnak, 0,3% cigánynak, 0,6% németnek mondta magát (8,9% nem nyilatkozott; a kettős identitások miatt a végösszeg nagyobb lehet 100%-nál). A vallási megoszlás a következő volt: római katolikus 57,6%, református 3,5%, evangélikus 0,5%, görögkatolikus 0,2%, felekezeten kívüli 14% (23,1% nem nyilatkozott).
2022-ben a lakosság 91,5%-a vallotta magát magyarnak, 0,7% németnek, 0,1-0,1% görögnek, örménynek, bolgárnak, ruszinnak, cigánynak, szlováknak, szerbnek, lengyelnek és románnak, 3,5% egyéb, nem hazai nemzetiségűnek (8,1% nem nyilatkozott; a kettős identitások miatt a végösszeg nagyobb lehet 100%-nál). Vallásuk szerint 40,1% volt római katolikus, 3,4% református, 0,6% görög katolikus, 0,3% evangélikus, 0,1% ortodox, 1,3% egyéb keresztény, 1,6% egyéb katolikus, 10,1% felekezeten kívüli (42,4% nem válaszolt).

## Látnivalók
- Szent Miklós-templom - A község legfőbb nevezetessége a település központjában álló plébániatemplom. Stílusjegyei alapján a 14. században épülhetett. A toronyaljban kegyúri címeres sírkőtöredék látható az Aba nembeli Solymosi család címerével, 1411-es évszámmal. Az toronyban ugyancsak a Solymosi család zárókő formájú címere van másodlagosan beépítve. A templom egyhajós, gazdagon díszített barokk belsővel. Középkori részleteket csak a torony mutat, ennek közeli párhuzamai Kisnánán, valamint Gyöngyöspatán figyelhetőek meg. A tornyot a hagyomány szerint a törökök őrhelynek használták. A szentély zárófalán a nagyméretű oltárképen Szent Miklós püspök, a templom védőszentje látható papi kísérettel, gyermekek körében. Búcsúja december 6-án van.

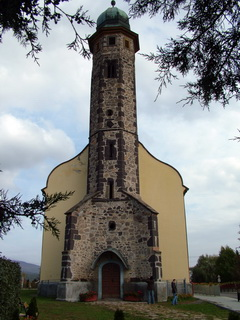
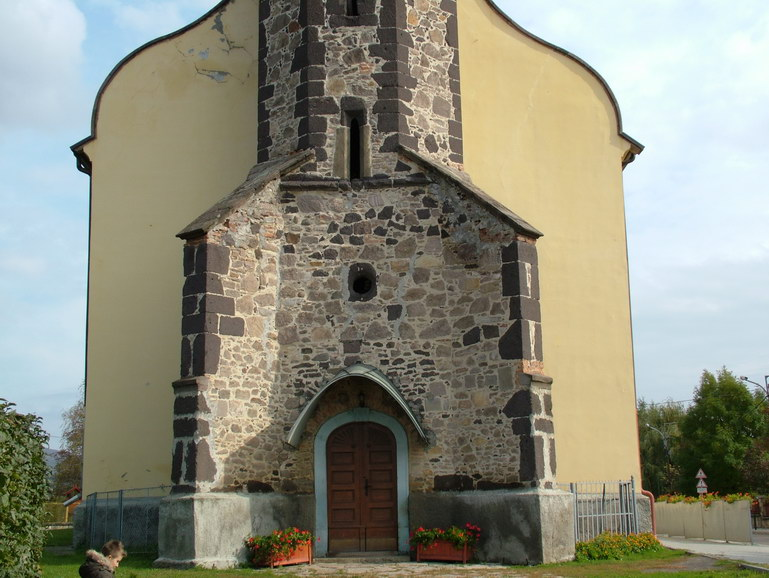
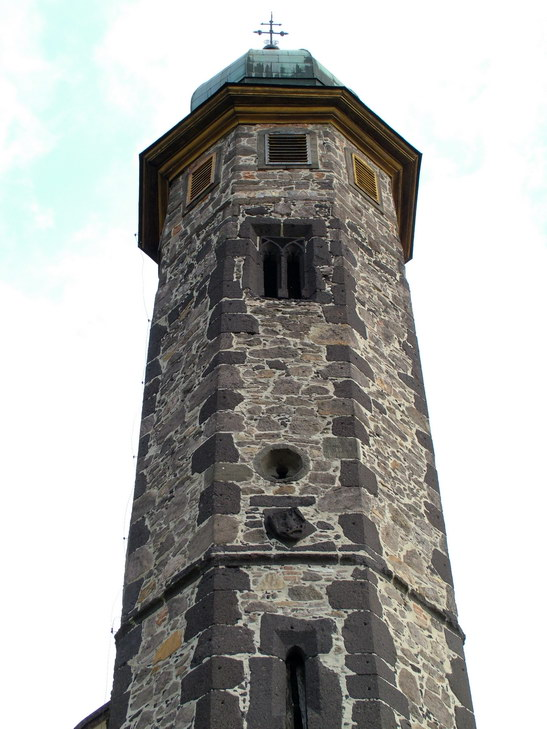
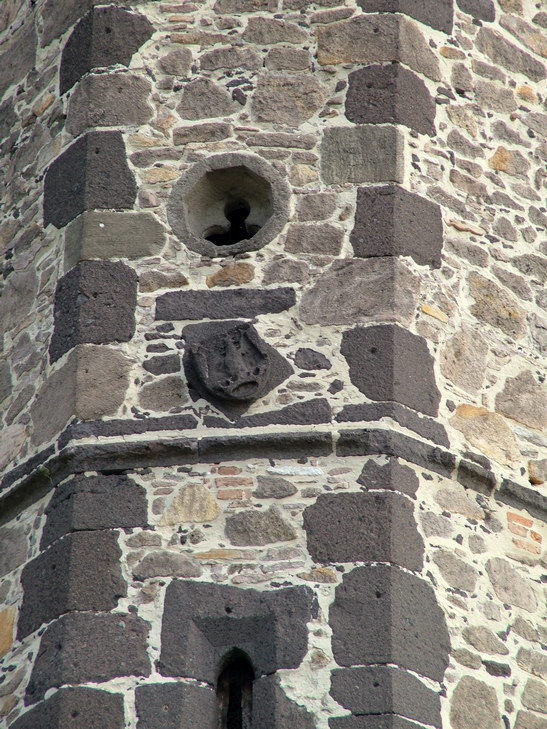

- Jánoska (Nepomuki Szent János-szobor) - A Gyöngyösre vezető út mellett található, kis kápolnaszerű épületben áll Nepomuki Szent János szobra. A Jánoskát a 18. század végén a falu földesura, az akkori egri püspök gróf Eszterházy Károly emeltette.
- Cserkő – A kőbányászat egyik tájsebe lenne, ha a természet nem “rekultiválta” volna ezt a korábban kőbányát. A hegyből kitermelt kő helyén egy nem túl nagy füves rét és egy kicsi, ám igen mély tavacska található.
- Bába-kő – A Mátrába vezető 24-es főútvonal mellett, a gyöngyössolymosi leágazás déli oldalán emelkedik a geológiai értékként nyilvántartott Bábakő, a Mátra utóvulkáni működésének terméke. A Bába-kőhöz népmondák is fűződnek, miszerint a középkorban boszorkányokat égettek máglyán el.
- Mátravasút – A falun keresztül vezet a Mátravasút 324-es Gyöngyös-Gyöngyössolymos-Lajosháza-Szalajkaház keskeny nyomközű vasút vonala mely Magyarország egyik legszebb vasút vonala.
- Lajosháza – Lajosháza a Mátravasút egykori elágazó vasútállomása volt, 1980-ig felszedték a még meglévő vasúti pályát, így a Mátravasút egyik végállomása lett a. Régebben gyerekek táboroztak az aprócska kis völgyben, a visontai erőmű által épített vendégházban. 2009-ben a vonalat visszaépítették a Szalajkaházig.
- Szalajkaház – A Mátravasút végállomása. A ház bekerített udvarán 30 férőhelyes fedett filagória kemencével és grillezővel, valamint két külön tűzrakóhely található. A ház környezetében vadbemutató, forrás és tanösvény. Jó szívvel ajánljuk erdei iskolás csoportoknak, baráti társaságoknak, családoknak egyaránt
- Pincés malom – A Szent Miklós templom közelében húzódik meg a 18. századi formáját és őrlőberendezését épen megőrző Pincés malom, mely védett műemlék. A Pincés malom középkori alapokra épült 18. századi műemlék. A tőle elkülönülő molnárház 1887-ben épült, 1964-től műemlék.
- Csepegő-forrás – A Mátravasút egykori Fűtőházánál a Nagy-patak jobb oldalán található Gyöngyössolymos egyik leghűségesebb vízlelő helye, a Csepegő-forrás. Aszályos időkben, amikor az egész faluban elapadtak a kutak, és nem alig volt ivóvíz a Csepegő-forrás akkor sem apadt el.
- Mára elpusztult Árpád-kori várak: 
  - Dezsővár
  - Óvár
  - Nyesettvár

## Események
A Solymoson megrendezésre kerülő Székely napok hagyományaink és történelmünk egy-egy korszakának felidézése.
A programok között szerepelnek előadások és kiállítások, melyek a székely kultúrát mutatják be.

## Külső hivatkozások
- Gyöngyössolymos község honlapja Archiválva 2007. december 3-i dátummal a Wayback Machine-ben
- Gyöngyössolymos  a funiq.hu-n